# Фудзівара но Тамеіе
Фудзівара но Тамеіе (яп. 藤原 為家, ふじわら の ためいえ; 1198—27 травня 1275) — японський урядовець, поет періоду Камакура. Низка дослідників долучає його до групи «Тридцяти шести безсмертних поетів».

## Життєпис
Походив з клану Північних Фудзівара. гілки Надаіе. Син Фудзівара но Тейка, урядовця та поета, й доньки двірцевого міністра Фудзівара но Санемуне (з Північних Фудзівара гілки Сайондзі). Народився 1198 року, отримавши ім'я Мімйо. У віці 5 років, 1202 року, супроводжував батька на аудієнцію до імператора Ґо-Тоба.
Після 1221 року у зв'язку з посиленням роду Сайондзі (родичів матері) зробив швидку державну кар'єру. 1226 року отримав посаду санґі, а 1236 року — середнього державного радника. 1241 року призначено тимчасовим старшим державним радником (гон-дайнагоном).
1250 року отримує посаду міністра народних справ (мунбув-кйо). Того ж року оженився на письменниці Абуцу-ні. 1256 року прийняв буддистський постриг під ім'ям Юґаку. Проте продовжив займатися державними справами.
1272 року через бажання передати багатий маєток Хокосава молодшому синові Тамесуке вступив у конфлікт зі старшим сином Тамеудзі. Конфлікт тривав до самої смерті Фудзівара но Тамеіе 1275 року. Внаслідок суперечок з синами родина поділилася на роди Нідзьо, Рейдзей і Кьоґоку.

## Творчість
Складав твори під псевдонімом Нака-но-ін. З 1230-х років став відомий як талановитий поет у жанрі вака. В його доробку 2000 віршів, з яких 500 увійшли до різних імператорських антологій. У 1248—1251 роках працював над імператорською антологією «Соку госен вакасю» («Продовження пізньої збірки віршів вака»), що складалася з 1368 віршів.
1259 року за наказом імператора Ґо-Саґа й за допомогою Фудзівара но Мотоіе, Фудзівара но Іейосі, Фудзікара но Юкієе, Фудзівара но Муцутосі розпочав створення поетичної антології «Соку-кокінвака-сю» («Продовження збірки давніх і сучасних віршів вака»). Її було завершено 1264 року. В неї входило 1925 віршів.